# Liga de Béisbol China
La Liga de Béisbol China (en chino 中国棒球联赛) es la liga de béisbol profesional de mayor nivel de China que se encuentra bajo la administración de la Asociación de Béisbol Chino, fue fundada en 2002 y estaba compuesta inicialmente por cuatro equipos. En 2005 ingresan dos equipos, y en el año 2009 se incorporó otro equipo más a la competición expandiendo la liga hasta un total de siete equipos. La Liga de Béisbol China elige anualmente a los mejores jugadores y los incluye en el equipo China Stars que son los encargados de representar a China en la Serie de Asia Copa Konami, en esta competición se miden ante los ganadores de la Serie de Japón de la Liga Japonesa de Béisbol Profesional, la Serie Coreana de la Organización Coreana de Béisbol y la Serie de Taiwán de la Liga de Béisbol Profesional China.

## Equipo actuales
- Águilas de Shangai
- Dragones de Sichuan
- Leones de Tianjin
- Leopardos de Guangdong
- Esperanza Estrellas de Jiangsu
- Tigres de Pekín
- Elefantes de Henan

## Equipos campeones
| Año  | Ganador           | Juegos | Sub-campeón            | Juegos |
| 2002 | Leones de Tianjin | 1      | Tigres de Pekín        | 0      |
| 2003 | Tigres de Pekín   | 3      | Leones de Tianjin      | 2      |
| 2004 | Tigres de Pekín   | 3      | Leones de Tianjin      | 2      |
| 2005 | Tigres de Pekín   | 2      | Leones de Tianjin      | 0      |
| 2006 | Leones de Tianjin | 3      | Leopardos de Guangdong | 0      |
| 2007 | Leones de Tianjin | 3      | Leopardos de Guangdong | 1      |
| 2008 | Leones de Tianjin | 3      | Tigres de Pekín        | 0      |
| 2009 | Tigres de Pekín   | 1      | Leopardos de Guangdong | 0      |